# 拉斯姆斯·许勒尔
拉斯姆斯·许勒尔（芬蘭語：Rasmus Schüller，1991年6月18日—）是一位芬蘭足球運動員。在場上的位置是中場。現效力於瑞典超級足球聯賽球隊佐加頓斯。他也代表芬蘭國家足球隊參賽。